# Komenda Rejonu Uzupełnień Pułtusk

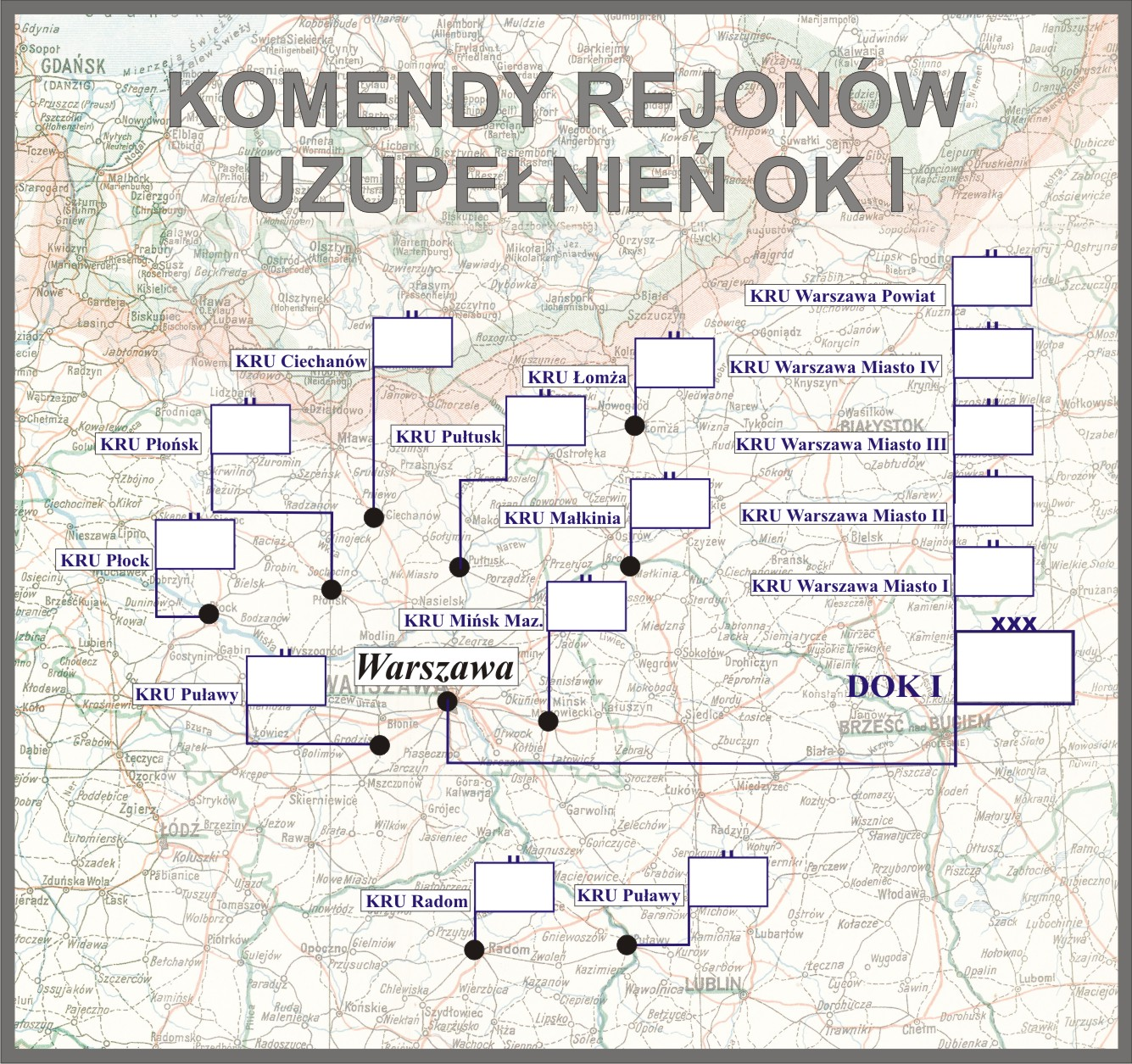
Komendy rejonów uzupełnień OK I

Komenda Rejonu Uzupełnień Pułtusk (KRU Pułtusk) – organ wojskowy właściwy w sprawach uzupełnień Sił Zbrojnych II Rzeczypospolitej i administracji rezerw w powierzonym mu rejonie.

## Historia komendy
W czerwci 1921 roku PKU 13 pp podlegała Dowództwu Okręgu Generalnego „Warszawa” i obejmowała swoją właściwością powiaty: makowski i pułtuski oraz północną część powiatu warszawskiego.
Z dniem 15 listopada 1921 roku, po wejściu w życie podziału kraju na dziesięć okręgów korpusów oraz wprowadzeniu pokojowej organizacji służby poborowej, PKU 13 pp została przemianowana na Powiatową Komendę Uzupełnień Pułtusk i podporządkowana Dowództwu Okręgu Korpusu Nr I w Warszawie. Okręg poborowy PKU Pułtusk obejmował powiaty: makowski i pułtuski.
Z dniem 1 czerwca 1922 roku została zlikwidowana gospoda inwalidzka przy PKU Pułtusk.
W grudniu 1930 roku PKU Pułtusk posiadała skład osobowy typu IV.
1 lipca 1938 roku weszła w życie nowa organizacja służby uzupełnień, zgodnie z którą dotychczasowa PKU Pułtusk została przemianowana na Komendę Rejonu Uzupełnień Pułtusk przy czym nazwa ta zaczęła obowiązywać 1 września 1938 roku, z chwilą wejścia w życie ustawy z dnia 9 kwietnia 1938 roku o powszechnym obowiązku wojskowym. Obok wspomnianej ustawy i rozporządzeń wykonawczych do niej, działalność KRU Pułtusk normowały przepisy służbowe MSWojsk. D.D.O. L. 500/Org. Tjn. Organizacja służby uzupełnień na stopie pokojowej z 13 czerwca 1938 roku. Zgodnie z tymi przepisami komenda rejonu uzupełnień była organem wykonawczym służby uzupełnień .
Komendant rejonu uzupełnień w sprawach dotyczących uzupełnień Sił Zbrojnych i administracji rezerw podlegał bezpośrednio dowódcy Okręgu Korpusu Nr I, który był okręgowym organem kierowniczym służby uzupełnień. Rejon uzupełnień obejmował powiaty: pułtuski i makowski z siedzibą w Makowie Mazowieckim.

## Obsada personalna
Poniżej przedstawiono wykaz oficerów zajmujących stanowisko komendanta Powiatowej Komendy Uzupełnień i komendanta rejonu uzupełnień oraz wykaz osób funkcyjnych (oficerów i urzędników wojskowych) pełniących służbę w PKU i KRU Pułtusk, z uwzględnieniem najważniejszych zmian organizacyjnych przeprowadzonych w 1926 i 1938 roku.
Komendanci
- ppłk piech. Eugeniusz Grzegorz Pieczkowski (1923[4] – VIII 1924 → komendant PKU Płock[13])
- mjr / ppłk piech. Józef Włodek (VIII 1924[13] – II 1929 → dyspozycja dowódcy OK I[14])
- ppłk piech. Jan Klemens Kwapiński (III 1929[15][16] – 1939)

Obsada pozostałych stanowisk funkcyjnych PKU w latach 1921–1925
- I referent – por. piech. Mieczysław Gutowski (1923 – XII 1925[18] → referent PKU Warszawa Miasto I)
- II referent – urzędnik wojsk. XI rangi / chor. Jan Kula[a]
- oficer instrukcyjny – wakat
- oficer ewidencyjny na powiat makowski – urzędnik wojsk. XI rangi / por. kanc. Zygmunt Zabder
- oficer ewidencyjny na powiat pułtuski
  - por. rez. piech. zatrz. w sł. czyn. Antoni Kozłowicz (III 1924[20] – III 1925[21] → OE Płock PKU Płock)
  - por. piech. Lucjan Rawicz vel Lucjan Rękawicz (V 1925[22] – II 1926 → referent)

Obsada pozostałych stanowisk funkcyjnych PKU w latach 1926–1938
- kierownik I referatu administracji rezerw i zastępca komendanta
  - mjr rez. piech. powoł. w sł. czyn. Edward Dzięgielewski (II 1926 – II 1927[25] → referent [stałe wzmocnienie składu osobowego] PKU Warszawa Miasto II)
  - kpt. piech. Marian Stępkowski (od II 1927[26])
  - kpt. piech. Mieczysław Krąkowski[b] (VII 1929[28] – VII 1935[29] → dyspozycja dowódcy OK I)
  - kpt. piech. Paweł Żyliński (VIII 1935[30] – VI 1938 → kierownik I referatu KRU)
- kierownik II referatu poborowego
  - por. kanc. Franciszek I Ungeheuer (od II 1926)
  - kpt. piech. Wacław II Szymański (1932)
- referent – por. piech. Lucjan Rawicz vel Lucjan Rękawicz (II 1926 – XII 1929[31] → PKU Stanisławów)

Obsada personalna KRU w marcu 1939
- komendant – ppłk piech. Jan Klemens Kwapiński (od IX 1939 w niewoli, w Oflag II C Woldenberg[34] )
- kierownik I referatu ewidencji – kpt. adm. (piech.) Paweł Żyliński[d] †20 IX 1939[34]
- kierownik II referatu uzupełnień – por. adm. (piech.) Ignacy Wierzbicki[e]